# Nox (miniserie)
Nox es una miniserie policíaca de origen francés dividida en seis episodios de aproximadamente 52 minutos cada uno. Sus creadores son Fred Cavayé, Quoc Dang Tran y Jérôme Fansten a través de la productora S.N.E. Gaumont. En Francia, la miniserie fue emitida en Canal + del 12 al 26 de marzo de 2018. En España, la plataforma HBO la incluyó en su catálogo el 12 de diciembre de 2018.
Los creadores de la miniserie se inspiraron en la novela corta El corazón de las tinieblas de Joseph Conrad, en la bajada a los infiernos del mito de Orfeo y Eurídice, en la película estadounidense de suspense y terror Seven y en la serie policiaca True Detective. La miniserie se desarrolla en la ciudad de París y fue rodada en la población de Auvers-sur-Oise (Val-d'Oise) y en la escuela de entrenamiento para profesionales del alcantarillado en el municipio francés de La Courneuve (Seine-Saint-Denis). Debido al peligro que suponía el rodaje en el alcantarillado parisino, una de las actrices principales, Nathalie Baye, afirmó que necesitó hacer sesiones de hipnosis para poder enfrentarse a los tres meses y medio que duró el rodaje.

## Sinopsis
Julie Susini es una policía que desaparece en el interior de las alcantarillas de París, en mitad de una misión, en la que busca a unos ladrones que utilizan el alcantarillado para ocultarse. Tras vanos esfuerzos del equipo policial por encontrarla, el compañero y la madre de Julie -una antigua policía ya retirada-, deciden establecer una búsqueda paralela. Al mismo tiempo, se toparán con la corrupción existente en el cuerpo policial y se verán enredados en los misterios que se esconden en el interior de las Catacumbas parisinas.

## Reparto principal
- Maïwenn Le Besco como Julie Susini, la policía desaparecida.
- Nathalie Baye como Catherine Susini, la madre de Julie Susini.
- Malik Zidi como Raphaël Berger, el compañero en la policía de Julie Susini.
- Sophie Cattani como Elsa, esposa de Raphaël Berger.
- Frédéric Pierrot como Garraud, inspector de policía y jefe de Julie Susini.
- Lubna Azabal como Hadji, responsable de Asuntos Internos.
- Xavier Robic como De vasselin, corresponsable de Asuntos Internos.
- Valérie Donzelli como Emma Delage, participante de Nox.
- Noémie Lvovsky como Elisabeth Sereny, hacker.
- Yvain Juillard como Nox 1, captador de participantes para Nox.
- Damien Chapelle, como Nox 2, ayudante de Nox 1 en las alcantarillas.[6]

## Nominaciones
| Año  | Premio                                | Categoría        | Nominado      | Resultado | Ref(s) |
| ---- | ------------------------------------- | ---------------- | ------------- | --------- | ------ |
| 2018 | L'Association des Critiques de Séries | Mejor Actriz     | Nathalie Baye | Nominado  | [ 7 ]  |
| 2018 | L'Association des Critiques de Séries | Mejor Actor      | Malik Zidi    | Nominado  | [ 7 ]  |
| 2018 | L'Association des Critiques de Séries | Mejor Producción | Gaumont       | Nominado  | [ 7 ]  |